# Craig Raymond
Craig Raymond, né le 5 avril 1945 à Aberdeen, Washington, mort à Provo (Utah) le 15 octobre 2018 est un ancien joueur américain de basket-ball.